# Дели Радивоје
Дели Радивоје је лик из српских народних песама, представљен ка брат српског хајдука Старине Новака, који, заједно са Старином Новаком се бори против османске власти. 

## У народним песмама
У песми Старина Новак и дели Радивоје, дели Радивоје се описује као хајдук који, упркос томе што није пуно млађи од Старине Новака, за разлику од њега још увек исказује снагу и жељу да настави са борбом против Турака. Са 30 хајдука силази са Романије доле на друм како би напали Турке у случају да се појаве. Међутим, након силаска наилазе на Мехмед Арапина који остале хајдуке убија, а њега заробљава. Касније бива избављен од стране Старине Новака и схвата да је поступио погрешно. 
Дели Радивоје се такође помиње и у песми Новак и Радивој продају Грујицу у којој њих двојица долазе на идеју да продају Грујицу да би дошли до новца. Грујицу купује Џафербеговица, а он касније, кад му се пружа прилика, бежи Новаку и Радивоју и доноси им благо које је оданде однео.  